# Hirtenreise ins dritte Jahrtausend
Hirtenreise ins dritte Jahrtausend ist ein Kinodokumentarfilm aus dem Jahr 2002 des Schweizer Regisseurs Erich Langjahr. Es ist der dritte Film einer Bauern-Trilogie zu der auch «Sennen-Ballade» und «Bauernkrieg» gehören.
Der Kinofilm «Hirtenreise ins dritte Jahrtausend» wurde 2023 mit Unterstützung der Cinémathèque suisse und einem Beitrag des Kantons Luzern digital restauriert und kam erneut in die Kinos.

## Entstehung
Für den Film «Hirtenreise ins dritte Jahrtausend» hat Erich Langjahr den Wanderhirten Thomas Landis und das Hirtenpaar Michel Cadenazzi und Bea Ammann während mehreren Jahren begleitet. Von 1994 bis 2001 entstand so ein Porträt des modernen Hirtenlebens.

## Inhalt
Der Film «Hirtenreise ins dritte Jahrtausend» ist nach Sennen-Ballade (1996) und Bauernkrieg (1998) der letzte einer Trilogie, die sich mit dem Leben auf dem Land und im Speziellen mit der Wanderweidewirtschaft (Transhumanz) am Beginn des dritten Jahrtausends auseinandersetzt.
Er folgt Hirten durch das Jahr und die Jahreszeiten bei ihrem Zug zwischen Mittelland, der Südschweiz und den Schweizer Alpen und zeigt sie in ihren Zeltlagern in freier Natur und an Feuerstellen in Berghütten. Er dokumentiert Lebenshaltung und Weltanschauung des Hirtentums.
Ein Zitat aus der Laudatio anlässlich der Verleihung des Schweizer Filmpreises 2003 fasst dies treffend zusammen: Aus der reichen Ernte eines im Dokumentarfilm überaus fruchtbaren Schweizer Filmjahrs entfaltet dieser Film das Panorama eines Lebens, das dem Rhythmus der Jahreszeiten folgt. Menschen, Familien, die sich nicht aus Verpflichtung familiärer Tradition, sondern aus freiem Entschluss dem harten und entbehrungsreichen Alltag des Hirtenlebens unterworfen haben, erfahren die Ordnung der Natur als persönliche Freiheit.

## Rezeption
«Hirtenreise ins dritte Jahrtausend» konnte viele Erfolge verbuchen. Der Film kam sowohl beim breiten Kinopublikum wie auch in der Fachwelt gut an. Er wurde mehrfach ausgezeichnet, weltweit vorgeführt und von vielen Menschen gesehen. Laut Filmdatenbank von Pro Cinema haben alleine in der Schweiz 45'509 Personen den Film im Kino gesehen.
Das Schweizerische Filmzentrum meldete am 21. Oktober 2002 in einer Pressemitteilung, dass «Hirtenreise ins dritte Jahrtausend» am 45. Internationalen Leipziger Festival den Hauptpreis, die Goldene Taube, gewonnen hat und ausserdem den Preis der ökumenischen Jury und denjenigen der FICC-Jury (Fédération internationale des Ciné-Clubs).
Der Filmwissenschaftler, Vinzenz Hediger besprach den Film in der Neuen Zürcher Zeitung (NZZ) und bezeichnete Langjahr, neben Jacqueline Veuve, als den zur Zeit wichtigsten und beharrlichsten Vertreter des ethnographischen Dokumentarfilms in der Schweiz.
Auch der Mitgründer der Cinémathèque suisse, Freddy Buache schrieb im Le Matin Dimanche über den Film. Er unterstrich, dass «Hirtenreise ins dritte Jahrtausend» zu Recht den Schweizer Filmpreis für den besten Dokumentarfilm gewonnen hat.
Zwei Jahre nach dem Erscheinen von «Hirtenreise ins dritte Jahrtausend» schrieb Swiss Films in einer Pressemitteilung: Für die Universalität des Films sprechen die verschiedensten Orte und Städte, in welchen er im Rahmen von Festivals und Filmveranstaltungen gezeigt worden ist: Addis Abeba, Augsburg, Bozen, Budapest, Chicago, Freistadt, Grenoble, Hong Kong, Katmandu, La Paz, Los Angeles, Nantes, Osaka, Prag, Reggio Calabria, Salzburg, Teheran, Trento, Washington, Wien, Yamagata...
Es kamen noch New York (2003), Mailand (2003), Seattle (2004), Göttingen (2004), Guadalajara (2007), Tel Aviv (2007), Havanna (2008), Sao Paulo (2008) und Mexiko-Stadt (2015) neben den unten gelisteten Festivals dazu.

## Festivalvorführungen (Auswahl)
- Nyon (CH): 33. Festival int. de cinéma Visions du Réel, 22.–28. April 2002
- Locarno (CH): 55. Festival Internazionale del film Locarno, 1.–11. August 2002, Appellation suisses
- Leipzig (D): 45. Internationales Dokumentarfilmfestival, 15.–20. Oktober 2002
- Wien (AT): Viennale, Vienna Int. Film Festival, 18.–30. Oktober 2003
- Solothurn (CH): 38. Solothurner Filmtage, 21.–26. Januar 2003
- Trento (I): 51. Trento Film Festival, 25. April – 2. Mai 2003
- München (D): 18. Internationales Dokumentarfilmfestival, 3.–10. Mai 2003
- Yamagata (Japan): Internationales Dokumentarfilmfestival von Yamagata, 10.–16. Oktober 2003
- Jihlava (CZ): Internationales Dokumentarfilmfestival Jihlava, 23.–28. Oktober 2003
- Kassel (D): 20. Kasseler Dokumentarfilm- und Videofest, 11.–16. November 2003
- Würzburg (D): Internationales Filmwochenende Würzburg, 22.–25. Januar 2004
- Freistadt (AT): Festival Der neue Heimatfilm Localbühne Freistadt (AT) Ende August 2004

## Auszeichnungen
- Goldene Taube, Leipzig 2002
- Grand Prix der ökumenischen Jury, Leipzig 2002
- Don Quijote-Preis der FICC (Fédération internationale des Ciné-Clubs), Leipzig 2002
- Schweizer Filmpreis 2003 für den besten Dokumentarfilm
- Preis der Gemeinden im Wasseramt 2003
- Qualitätsprämie EDI
- Würzburg 2004: 1. Dokumentarfilmpreis
- Chicago International Documentary Festival 2004: Natasha Isaacs Cinematography Award
- Publikumspreis Freistadt (Österreich) 2004
- Prix Spécial du Jury au 6ème Festival Festival Pastoralisme et Grands Espaces Grenoble (F) 2004